# British Standard Whitworth
 (novembre 2020).
British Standard Whitworth (BSW) est une norme (BS 84:1956) de pas de vis basée sur l'unité impériale, basée sur le filetage Whitworth conçu et spécifié par Joseph Whitworth en 1841, qui était la première norme nationale de pas de vis au monde.

Forme du pas de vis Whitworth

## Histoire
Le filet Whitworth était la première norme de pas de vis au monde, conçu et spécifié par Joseph Whitworth en 1841.